# União Democrática Nacional
União Democrática Nacional (UDN) foi um partido político brasileiro, fundado em 1945, de orientação conservadora e frontalmente opositor às políticas e à figura de Getúlio Vargas. Seu lema era uma frase atribuída ao orador irlandês John Philpot Curran (1750-1817): "o preço da liberdade é a eterna vigilância" e seu símbolo era uma tocha acesa.
A União Democrática Nacional era conhecida por sua defesa da democracia, do liberalismo clássico, da moralidade e pela forte oposição ao populismo. Além disso, algumas de suas bandeiras eram a abertura econômica para o capital estrangeiro, a valorização da educação pública e a austeridade econômica. O partido detinha forte apoio das classes médias urbanas e de alguns setores da elite, pela posição favorável às influências do imperialismo americano no Brasil. Concorreu às eleições presidenciais de 1945, 1950 e 1955, postulando o brigadeiro Eduardo Gomes nas duas primeiras e o general Juarez Távora na última, perdendo nas três ocasiões. Em 1960, apoiou Jânio Quadros (que não era filiado à UDN), obtendo assim uma vitória histórica.
Seu principal rival nas urnas era o Partido Social Democrático. Até as eleições parlamentares de 1962, a União Democrática Nacional era a segunda maior bancada do Congresso Nacional, atrás apenas da bancada pessedista. Nesse ano, o Partido Trabalhista Brasileiro (PTB) tomou este segundo lugar da União Democrática Nacional. Como todos os demais partidos, a União Democrática Nacional foi extinta pela ditadura militar que assumira o poder em 1964, através do Ato Institucional Número Dois (AI-2). A extinção do partido ocorreu em 27 de outubro de 1965.
Após o golpe civil-militar de 1964, muitos quadros da União Democrática Nacional migraram para a Aliança Renovadora Nacional (ARENA). No entanto, sua principal liderança, o jornalista Carlos Lacerda, apesar de ter sido um dos líderes civis do golpe, voltou-se contra ele em 1966, com a prorrogação do mandato do presidente Humberto Castelo Branco. Segundo Lacerda, a prorrogação do mandato de Castelo Branco levaria à consolidação do governo revolucionário numa ditadura militar permanente no Brasil, o que realmente aconteceu. Em novembro de 1966, lançou a Frente Ampla, movimento de resistência ao golpe militar de 1964, que seria liderada por ele com seus antigos adversários, João Goulart (do antigo PTB) e Juscelino Kubitschek (do antigo PSD).

## História

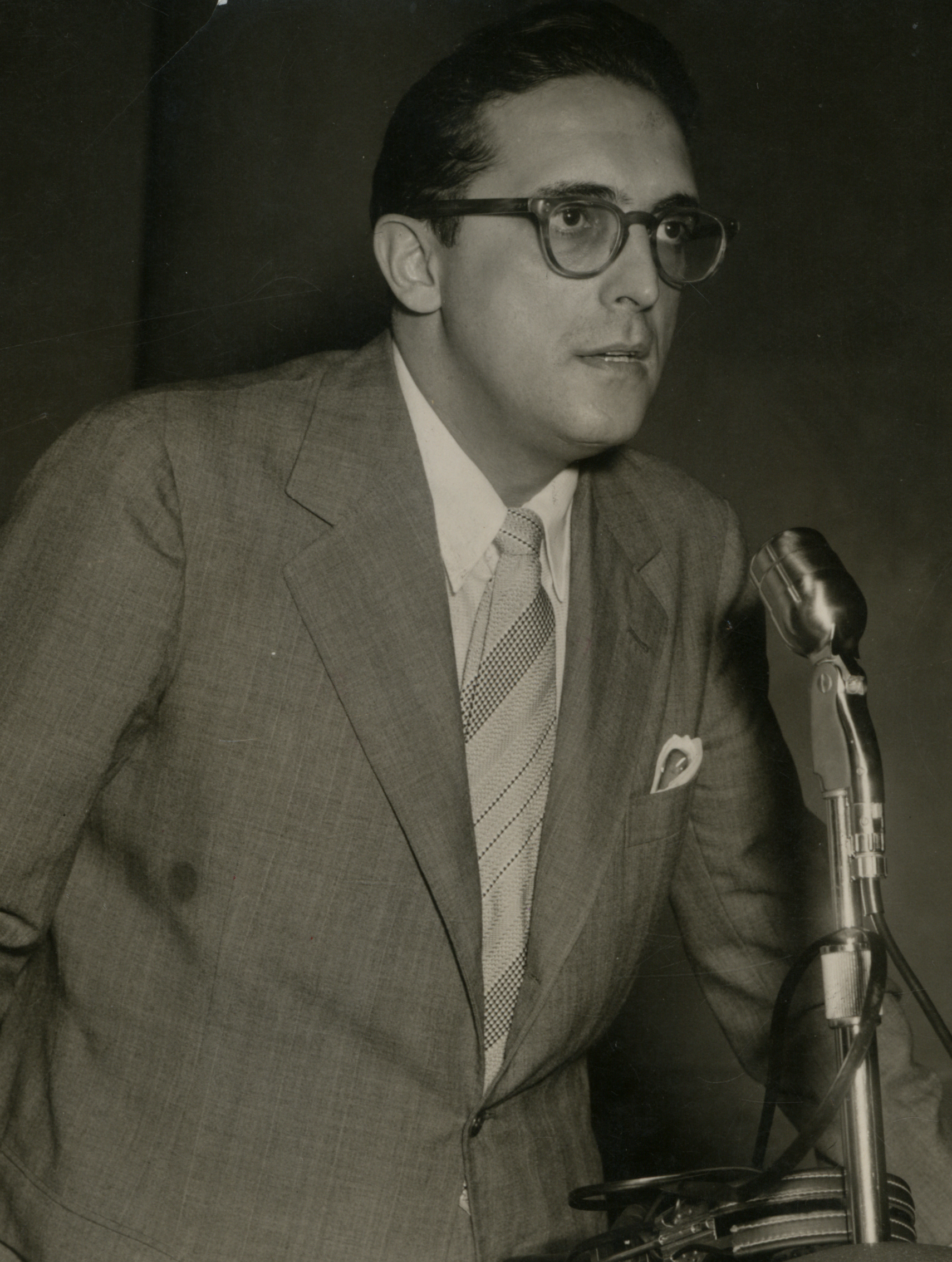
Carlos Lacerda, principal nome da União Democrática Nacional

No nascimento da Primeira República, as antigas agremiações partidárias e suas respectivas lideranças foram repartidas em bases estaduais. O novo modelo federativo pulverizou os antigos partidos Liberal, Conservador, Progressista e Democrático, entre outros, nas estruturas estaduais. Ante a impossibilidade de conciliação dos interesses das várias autonomias estaduais, e suas visões particulares (liberais, conservadores, nacionalistas, positivistas, progressistas, federalistas), um partido Republicano em escala nacional tornara-se inviável. Através de um acordo tácito e irregular entre os dois maiores colégios eleitorais do país - Minas Gerais e São Paulo - e seus respectivos partidos hegemônicos - o PRM e o PRP - um equilíbrio de poder tornara a república governável, embora não imune às crises de ocasião. O golpe de 1930, e o de 1937, que o seguira, fulminaria de morte o radical arranjo autonomista da Primeira República e as velhas agremiações.

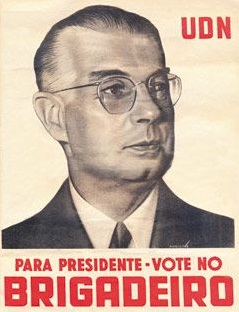
Campanha presidencial do brigadeiro Eduardo Gomes (UDN-RJ)

Foi na conjuntura final do Estado Novo que foram criados os principais partidos políticos brasileiros atuantes da década de 1940 à de 1960: a União Democrática Nacional (UDN), o Partido Social Democrático (PSD) e o Partido Trabalhista Brasileiro (PTB). A lei eleitoral de maio de 1945, elaborada sob a supervisão do ministro da Justiça Agamenon Magalhães, determinou a constituição de partidos de caráter nacional, o que rompia com a tradição estadualizada da política partidária brasileira.
A União Democrática Nacional foi fundada no dia 7 de abril de 1945, reunindo diversas correntes que nos anos anteriores haviam-se colocado em oposição à ditadura do Estado Novo. Setores liberais que desde 1943, com o lançamento do Manifesto dos Mineiros, vinham se manifestando pelo fim do regime ditatorial, se articularam para lançar a candidatura do brigadeiro Eduardo Gomes à presidência da República. Para dar sustentação a essa candidatura foi criada a União Democrática Nacional, que num primeiro momento constituiu uma ampla frente anti-Vargas.
Em sua origem, compunha uma frente unificada das lideranças desalojadas do poder pelo Golpe de 1930, representados por figuras como o baiano Otávio Mangabeira, o paulista Júlio Prestes ou o ex-presidente Artur Bernardes, e por clãs políticos estaduais como os Konder, de Santa Catarina, ou os Caiado, de Goiás.
Ingressaram também na União Democrática Nacional, outros setores que só romperam com Getúlio Vargas no decorrer da década de 1930, como José Américo de Almeida, Juarez Távora, Antônio Carlos, Juracy Magalhães, Carlos de Lima Cavalcanti e José Antônio Flores da Cunha. Havia ainda liberais históricos, como os irmãos Virgílio e Afonso Arinos de Melo Franco, Raul Pilla, Pedro Aleixo, Odilon Braga, Milton Campos, entre outros. Finalmente, estiveram entre os fundadores do partido até mesmo alguns grupos e personalidades de esquerda, como Silo Meireles, rompido com o Partido Comunista Brasileiro (PCB) em virtude da aproximação desse partido com Getúlio Vargas, e socialistas como Hermes Lima, Domingos Vellasco e João Mangabeira, aglutinados na chamada Esquerda Democrática. Essa frente ampla começou a dissolver-se, contudo, ainda durante o ano de 1945. Em Minas Gerais, o grupo ligado ao antigo PRM, liderado por Artur Bernardes, optou por organizar o Partido Republicano (PR), de matiz nacionalista. No Rio Grande do Sul, setores ligados ao antigo Partido Federalista criaram o Partido Libertador, dirigido por Raul Pilla. PR e PL, entretanto, mantiveram seu apoio à candidatura do brigadeiro Eduardo Gomes. No ano seguinte, a Esquerda Democrática abandonaria a União Democrática Nacional para organizar o Partido Socialista Brasileiro (PSB).
Com a saída desses setores, a União Democrática Nacional consolidou-se como um partido de direita, adotando posturas conservadoras. Até a sua extinção em 1965, o partido esteve no centro dos principais acontecimentos da vida política do país. Caracterizou-se pela defesa da democracia liberal e pelo combate aguerrido às correntes getulistas.

## Participação da UDN em governos
| Governo                                                                                   | Governo    | Primeiro-Ministro | Primeiro-Ministro                                  | Ministro                                           | Seção                                              | Período                                            | Pasta                                          |
| ----------------------------------------------------------------------------------------- | ---------- | ----------------- | -------------------------------------------------- | -------------------------------------------------- | -------------------------------------------------- | -------------------------------------------------- | ---------------------------------------------- |
|                                                                                           | Dutra      | —                 | —                                                  | Raul Fernandes                                     | UDN-RJ                                             | 1946-1951                                          | Educação e Saúde                               |
| Clemente Mariani                                                                          | Dutra      | —                 | —                                                  | UDN-BA                                             | 1946-1950                                          | Relações Exteriores                                |                                                |
|                                                                                           | Vargas II  | —                 | —                                                  | Vicente Rao                                        | UDN-SP                                             | 1953-1954                                          | Relações Exteriores                            |
| José Américo de Almeida                                                                   | Vargas II  | —                 | —                                                  | UDN-PB                                             | 1953-1954                                          | Viação e Obras Públicas                            |                                                |
| João Cleofas                                                                              | Vargas II  | —                 | —                                                  | UDN-PE                                             | 1951-1954                                          | Agricultura                                        |                                                |
|                                                                                           | Café Filho | —                 | —                                                  | Miguel Seabra Fagundes                             | UDN-DF                                             | 1954-1955                                          | Justiça e Negócios Interiores                  |
| Prado Kelly                                                                               | Café Filho | —                 | —                                                  | UDN-RJ                                             | 1955                                               |                                                    | Justiça e Negócios Interiores                  |
| Raul Fernandes                                                                            | Café Filho | —                 | —                                                  | UDN-RJ                                             | 1954-1955                                          | Relações Exteriores                                |                                                |
|                                                                                           | Ramos      | —                 | —                                                  | Não participou do governo Nereu Ramos              | Não participou do governo Nereu Ramos              | Não participou do governo Nereu Ramos              | Não participou do governo Nereu Ramos          |
|                                                                                           | Kubitschek | —                 | —                                                  | Não participou do governo Juscelino Kubitschek     | Não participou do governo Juscelino Kubitschek     | Não participou do governo Juscelino Kubitschek     | Não participou do governo Juscelino Kubitschek |
|                                                                                           | Quadros    | —                 | —                                                  | Afonso Arinos de Melo Franco                       | UDN-GB                                             | 1961                                               | Relações Exteriores                            |
| Clemente Mariani                                                                          | Quadros    | —                 | —                                                  | UDN-BA                                             | 1961                                               | Fazenda                                            |                                                |
| João Agripino                                                                             | Quadros    | —                 | —                                                  | UDN-PB                                             | 1961                                               | Minas e Energia                                    |                                                |
| Campanha da legalidade e instituição da República Parlamentarista (8 de Setembro de 1961) |            |                   |                                                    |                                                    |                                                    |                                                    |                                                |
|                                                                                           | Goulart I  |                   | Tancredo Neves                                     | Virgílio Távora                                    | UDN-CE                                             | 1961-1962                                          | Viação e Obras Públicas                        |
| Gabriel Passos                                                                            | Goulart I  | UDN-MG            | Tancredo Neves                                     | 1961-1962                                          | Minas e Energia                                    |                                                    |                                                |
|                                                                                           | Goulart I  | Brochado da Rocha | Afonso Arinos de Melo Franco                       | UDN-GB                                             | 1962                                               | Relações Exteriores                                |                                                |
|                                                                                           | Goulart I  | Hermes Lima       | Não participou do governo João Goulart-Hermes Lima | Não participou do governo João Goulart-Hermes Lima | Não participou do governo João Goulart-Hermes Lima | Não participou do governo João Goulart-Hermes Lima |                                                |
| Extinto o período parlamentarista após o Referendo de 1963 (6 de janeiro de 1961)         |            |                   |                                                    |                                                    |                                                    |                                                    |                                                |
|                                                                                           | Goulart II | —                 | —                                                  | Gabriel Passos                                     | UDN-MG                                             | 1963                                               | Minas e Energia                                |
| Fim da 4ª República com o Golpe Militar (31 de Março de 1964)                             |            |                   |                                                    |                                                    |                                                    |                                                    |                                                |
| A UDN é dissolvida pelo Ato Institucional n.º 2 (27 de Outubro de 1965)                   |            |                   |                                                    |                                                    |                                                    |                                                    |                                                |

## Desempenho eleitoral

### Eleições legislativas
| Legislatura      | Bancada  | %     | ±  | Líder                             |
| ---------------- | -------- | ----- | -- | --------------------------------- |
| 38.ª (1947–1951) | 83 / 304 | 27,21 | 83 | Juracy Magalhães (UDN-BA)         |
| 39.ª (1951–1955) | 81 / 304 | 26,64 | 2  | Jorge Lacerda (UDN-SC)            |
| 40.ª (1955–1959) | 73 / 326 | 22,39 | 8  | Carlos Lacerda (UDN-DF)           |
| 41.ª (1959–1963) | 70 / 326 | 21,47 | 3  | Antônio Carlos Magalhães (UDN-BA) |
| 42.ª (1963–1967) | 91 / 409 | 22,25 | 21 | Amaral Netto (UDN-DF)             |

| Legislatura      | Bancada | %     | ±  | Líder                            |
| ---------------- | ------- | ----- | -- | -------------------------------- |
| 38.ª (1946–1951) | 17 / 64 | 26,56 | 17 | José Américo de Almeida (UDN-PE) |
| 39.ª (1951–1955) | 16 / 63 | 25,40 | 1  | Dinarte Mariz (UDN-RN)           |
| 40.ª (1955–1959) | 16 / 64 | 25    | 1  | Juracy Magalhães (UDN-BA)        |
| 41.ª (1959–1963) | 23 / 64 | 35,94 | 7  | Milton Campos (UDN-MG)           |

### Eleições presidenciais e vice-presidenciais
| Ano  | Imagem | Candidato(a) a Presidente | Candidato a Vice-Presidente   | Coligação              | Votos     | %     | Colocação |
| ---- | ------ | ------------------------- | ----------------------------- | ---------------------- | --------- | ----- | --------- |
| 1945 |        | Eduardo Gomes (UDN)       | —                             | UDN                    | 2.039.241 | 34,74 | 2º        |
| 1946 |        | —                         | José Américo de Almeida (UDN) | UDN                    | 139       | 43,44 | 2º        |
| 1950 |        | Eduardo Gomes (UDN)       | —                             | UDN, PRP, PDC e PL     | 2.342.234 | 29,66 | 2°        |
| 1950 |        | —                         | Odilon Braga (UDN)            | UDN, PRP, PDC e PL     | 2.344.841 | 33,26 | 2°        |
| 1955 |        | Juarez Távora (UDN)       | —                             | UDN, PDC, PL e PSB     | 2.610.462 | 30,27 | 2°        |
| 1955 |        | —                         | Milton Campos (UDN)           | UDN, PDC, PL e PSB     | 2.384.739 | 41,70 | 2°        |
| 1960 |        | Jânio Quadros (PTN)       | —                             | PTN, UDN, PDC, PL e PR | 5.636.623 | 48,26 | 1°        |
| 1960 |        | —                         | Milton Campos (UDN)           | PTN, UDN, PDC, PL e PR | 4.237.719 | 33,07 | 2°        |

## Organização

### Presidentes
|           | Presidente                 | Estado         |
| --------- | -------------------------- | -------------- |
| 1945–1947 | Otávio Mangabeira          | Bahia          |
| 1947–1949 | José Américo de Almeida    | Paraíba        |
| 1949–1951 | Prado Kelly                | Rio de Janeiro |
| 1951–1953 | Odilon Braga               | Minas Gerais   |
| 1953–1955 | Arthur Ferreira dos Santos | Paraná         |
| 1955–1957 | Milton Campos              | Minas Gerais   |
| 1957–1959 | Juracy Magalhães           | Bahia          |
| 1959–1961 | José de Magalhães Pinto    | Minas Gerais   |
| 1961–1963 | Herbert Levy               | São Paulo      |
| 1963–1965 | Olavo Bilac Pinto          | Minas Gerais   |
| 1965      | Ernani Sátiro              | Paraíba        |